# Nicolas Le Messurier
Nicolas Le Messurier est un ingénieur du son anglais. Il a été nommé pour trois Oscars dans la catégorie Oscar du meilleur mixage de son. Il a travaillé sur plus de 150 films depuis 1968.

## Filmographie

### Cinéma
- 1968 : Carry On... Up the Khyber
- 1970 : Doctor in Trouble
- 1971 : Carry on at Your Convenience
- 1975 : Dogpound Shuffle
- 1976 : Carry On England
- 1977 : Black Joy
- 1977 : Brrr...
- 1977 : L'Espion qui m'aimait
- 1977 : L'or était au rendez-vous
- 1977 : The Stick Up
- 1977 : White Rock
- 1978 : F.I.S.T
- 1978 : L'Empire du Grec
- 1978 : La Grande Menace (The Medusa Touch)
- 1978 : Le Cri du sorcier
- 1978 : Superman[1]
- 1979 : L'Ouragan
- 1979 : Le Putsch des mercenaires
- 1979 : Moonraker
- 1979 : Uit elkaar
- 1980 : Le Commando de sa majesté
- 1980 : Les Chiens de guerre
- 1980 : McVicar
- 1980 : Shaan
- 1980 : Silver Dream Racer
- 1981 : Le choc des Titans
- 1981 : Rien que pour vos yeux
- 1981 : Roar
- 1981 : S.O.B.
- 1982 : Alicja
- 1982 : Blade Runner
- 1982 : Enigma
- 1982 : Pink Floyd: The Wall
- 1982 : Victor/Victoria
- 1983 : L'Héritier de la Panthère rose
- 1983 : La Taupe
- 1983 : Les Pirates de l'île sauvage
- 1983 : The Pirates of Penzance
- 1984 : Greystoke, la légende de Tarzan
- 1984 : La Route des Indes[2]
- 1984 : Onde de choc
- 1985 : Dangereusement vôtre
- 1985 : Legend
- 1985 : Révolution
- 1985 : Santa Claus
- 1986 : Aliens, le retour[3]
- 1986 : Biggles
- 1987 : Le Pacte
- 1987 : Le Passeur
- 1987 : Le Quatrième Protocole
- 1987 : The Second Victory
- 1987 : Tuer n'est pas jouer
- 1987 : Turnaround
- 1988 : Consuming Passions
- 1988 : La Loi criminelle
- 1988 : Les Aventures du baron de Münchhausen
- 1988 : Les Imposteurs
- 1989 : La Roseraie
- 1989 : Permis de tuer
- 1989 : Raiders
- 1989 : L'Arc-en-ciel
- 1990 : Dancin' Thru the Dark
- 1990 : L'histoire sans fin 2
- 1990 : Mister Frost
- 1990 : The Field
- 1990 : Tout pour réussir
- 1991 : Buddy's Song
- 1991 : Company Business
- 1991 : Hear My Song
- 1991 : Le Cercle des intimes
- 1991 : Rue Saint-Sulpice
- 1991 : Thelma & Louise
- 1991 : Un baiser avant de mourir
- 1992 : 1492: Christophe Colomb
- 1992 : Hostage
- 1992 : Just Like a Woman
- 1992 : Rebecca's Daughters
- 1992 : The Railway Station Man
- 1992 : Una estación de paso
- 1993 : Cyborg Cop
- 1993 : Entre chien et loup
- 1993 : Kika
- 1993 : La madre muerta
- 1993 : The Trial
- 1994 : Absolom 2022
- 1994 : In Custody
- 1994 : L'Envol de Gabrielle
- 1994 : La guerre des boutons, ça recommence
- 1994 : Les Leçons de la vie
- 1994 : Mi hermano del alma
- 1994 : Numbered Days
- 1994 : Prince noir
- 1994 : Shopping
- 1995 : Barsaat
- 1995 : Hackers
- 1996 : Le Dernier voyage de Robert Rylands
- 1997 : Créatures féroces
- 1997 : Inside Out: Portraits of Children
- 1997 : The Perfect Blue
- 1998 : Prometheus
- 1999 : Dead Bolt Dead
- 1999 : Human Traffic
- 1999 : The Fall
- 2000 : Brothers
- 2000 : Le Retour de Merlin
- 2000 : The Wedding Tackle
- 2001 : Back to the Secret Garden
- 2001 : Iris
- 2001 : Le Journal de Bridget Jones
- 2002 : 28 jours plus tard
- 2002 : L.A. X
- 2002 : Meurs un autre jour
- 2003 : Ashes and Sand
- 2003 : Johnny English
- 2003 : LD 50 Lethal Dose
- 2004 : Atomik Circus - Le retour de James Bataille
- 2004 : Coup de foudre à Bollywood
- 2004 : Just a Kiss
- 2004 : The Calcium Kid
- 2004 : Tooth
- 2005 : Opa!
- 2005 : Separate Lies
- 2005 : Spirit Trap
- 2005 : These Foolish Things
- 2006 : Tirante el Blanco
- 2007 : Deadmeat
- 2007 : Two Families
- 2008 : 313
- 2008 : Brighton Wok: The Legend of Ganja Boxing
- 2008 : Senseless
- 2008 : Three Miles North of Molkom
- 2009 : Livre de sang
- 2010 : Do Elephants Pray?
- 2010 : S.N.U.B!
- 2013 : Fedz

### Courts-métrages
- 1993 : Boiling Point
- 1999 : Growing Up Fast
- 1999 : Killing Joe
- 1999 : Toy Boys
- 2004 : The Open Doors

### Télévision

#### Séries télévisées
- 1997 : Noah's Ark
- 1998-2001 : Teletubbies
- 1999 : Les Nouveaux Professionnels
- 2001 : En immersion
- 2005 : Captain Scarlet
- 2007 : In the Night Garden...

#### Téléfilms
- 1974 : Brief Encounter
- 1983 : Sherlock Holmes - Le signe des quatre
- 1984 : A Christmas Carol
- 1984 : To Catch a King
- 1988 : Freedom Fighter
- 1989 : Red King, White Knight
- 1990 : Jekyll & Hyde
- 1992 : Frankenstein